# Shortia galacifolia
Shortia galacifolia är en fjällgröneväxtart som beskrevs av John Torrey och Gray. Shortia galacifolia ingår i släktet Shortia och familjen fjällgröneväxter. Utöver nominatformen finns också underarten S. g. brevistyla.

## Bildgalleri

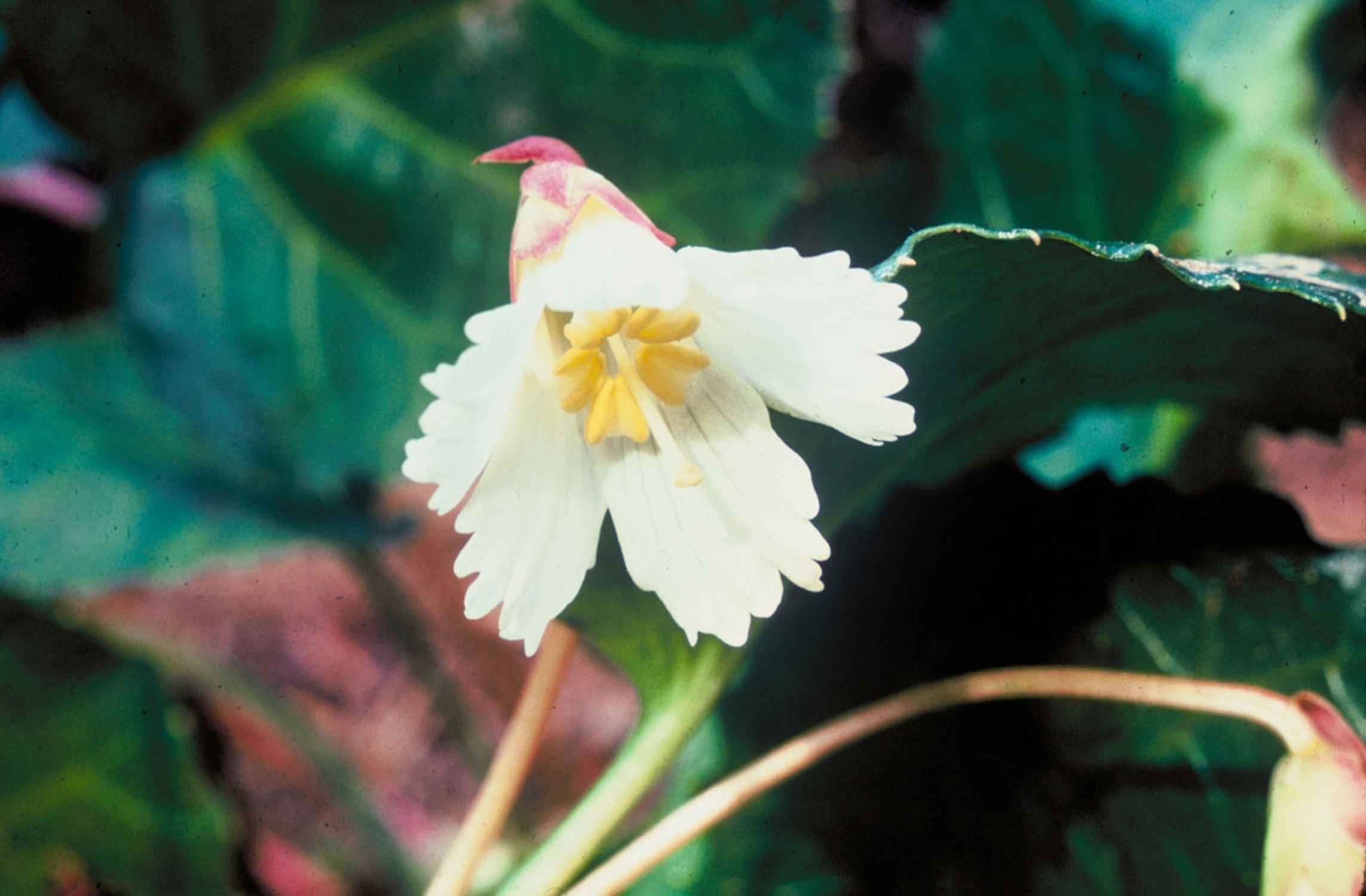
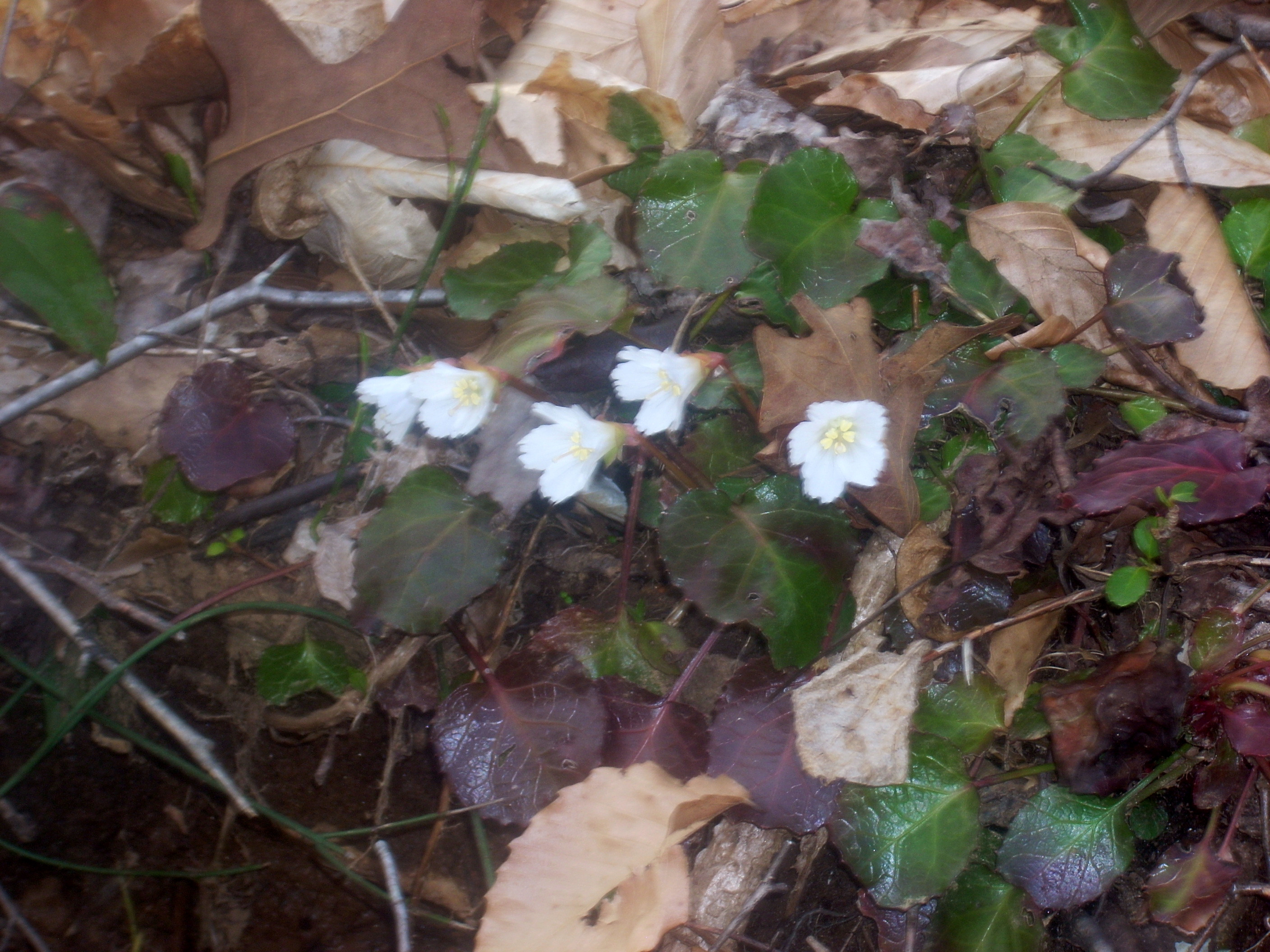